# Niklas Jonsson
Karl Niklas Jonsson (Piteå, 31 de mayo de 1969) es un deportista sueco que compitió en esquí de fondo. Participó en cuatro Juegos Olímpicos de Invierno, entre los años 1992 y 2002, obteniendo una medalla de plata en Nagano 1998, en la prueba de 50 km.

## Palmarés internacional
| Juegos Olímpicos | Juegos Olímpicos | Juegos Olímpicos | Juegos Olímpicos |
| Año              | Lugar            | Medalla          | Prueba           |
| ---------------- | ---------------- | ---------------- | ---------------- |
| 1998             | Nagano (Japón)   | Medalla de plata | 50 km            |